# Mon Repòs
|  | Pel que fa a la finca situada als afores de Valls, vegeu Finca Mon Repòs. |

Mon Repòs, o Can Mon Repòs, és una masia de Terrassa (Vallès Occidental) protegida com a bé cultural d'interès local. És situada al nord-oest de la ciutat, fora de la trama urbana, vora el km 1,7 de la B-122, o carretera de Rellinars, prop del barri del Poblenou i a poca distància del torrent de Can Colomer, o torrent Mitger de Ca n'Amat, emissari de la riera del Palau. Es troba en terrenys del Parc Agroforestal de Terrassa, entre les ruïnes de l'antiga bòbila de Can Colomer i el mas de Can Colomer.
L'edifici es va ensorrar el 2007, mentre s'hi feien obres de rehabilitació. Està en procés de reconstrucció.

## Descripció
Originàriament era un edifici aïllat, de planta rectangular, format per planta baixa, coberta a dos vessants i resolt en un llenguatge clàssic. Estava inspirat completament en l'art grec, on el propietari i autor del projecte de l'edifici, el pintor Joaquim Torres García, concebé la façana principal, a ponent, com un temple, resolt amb atri de columnes toscanes, arquitrau i frontó llis. Aquest atri donava l'accés a la casa i es distribuïa al llarg d'un passadís que desembocava a un petit pati central, cobert, de doble alçada, sobresortint a l'exterior en forma de lluerna coberta a quatre vessants i que fou decorat pel mateix pintor amb quatre murals de temes mitològics grecs. A més, deixava a la vista l'estructura de cavalls de fusta que suportaven la coberta; la il·luminació d'aquest pati es feia a través de finestres, on al voltant de la finestra hi havia vidres de colors.

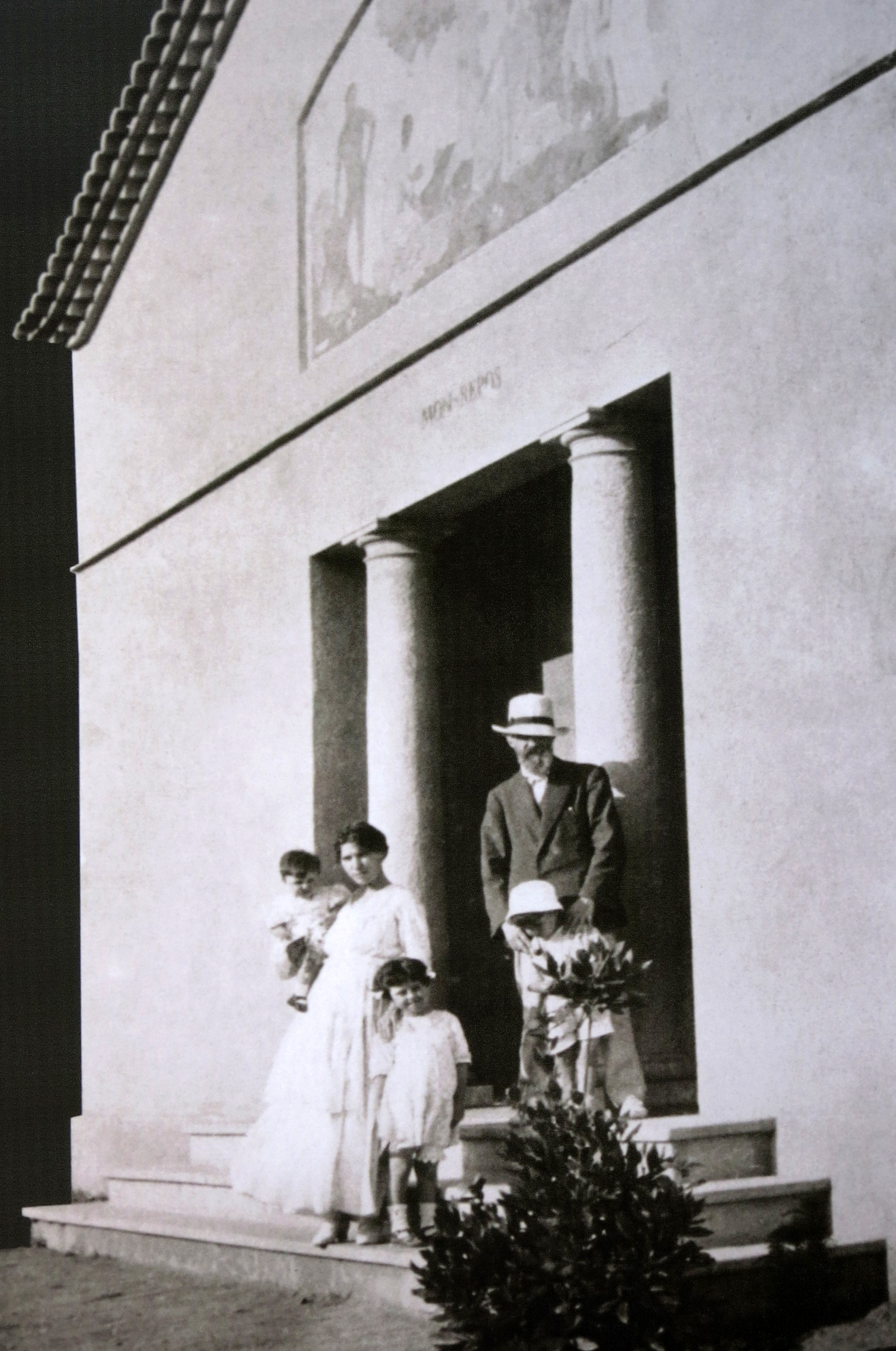
Joaquim Torres García, propietari i promotor de Mon Repòs, posant amb la seva dona, Manolita Piña, i els seus fills, davant la casa el 1916, en una fotografia exposada al Centre Cultural Terrassa

## Història
Quan va haver tancat l'escola Mont d'Or que ocupava al mas de Can Bogunyà, Joaquim Torres García es va instal·lar amb la seva família en una casa veïna, Mon Repòs, construïda a l'antic olivar de Can Colomer, on va viure-hi entre 1914 i 1919; ell mateix en va dibuixar el projecte arquitectònic. Un cop abandonada pel pintor, que se la va haver de vendre per pagar els seus deutes, durant anys es va destinar de manera discontínua a residència d'altres famílies, amb què la casa va sofrir algunes petites modificacions, com ara una nova distribució del pis de sota la teulada i algun canvi en les obertures exteriors. A la segona meitat del segle xx va quedar abandonada i es va començar a degradar. L'últim propietari de l'habitatge i dels terrenys va endegar-hi un projecte de rehabilitació el 2005; el 2007, a causa del mal estat de l'edifici, se'n va ensorrar el sostre i les parets laterals excepte la façana oest, que s'havia reforçat prèviament, que encara presentava restes de pintura mural. Des de llavors es duen a terme les tasques de reconstrucció de Mon Repòs en la seva estructura externa original.

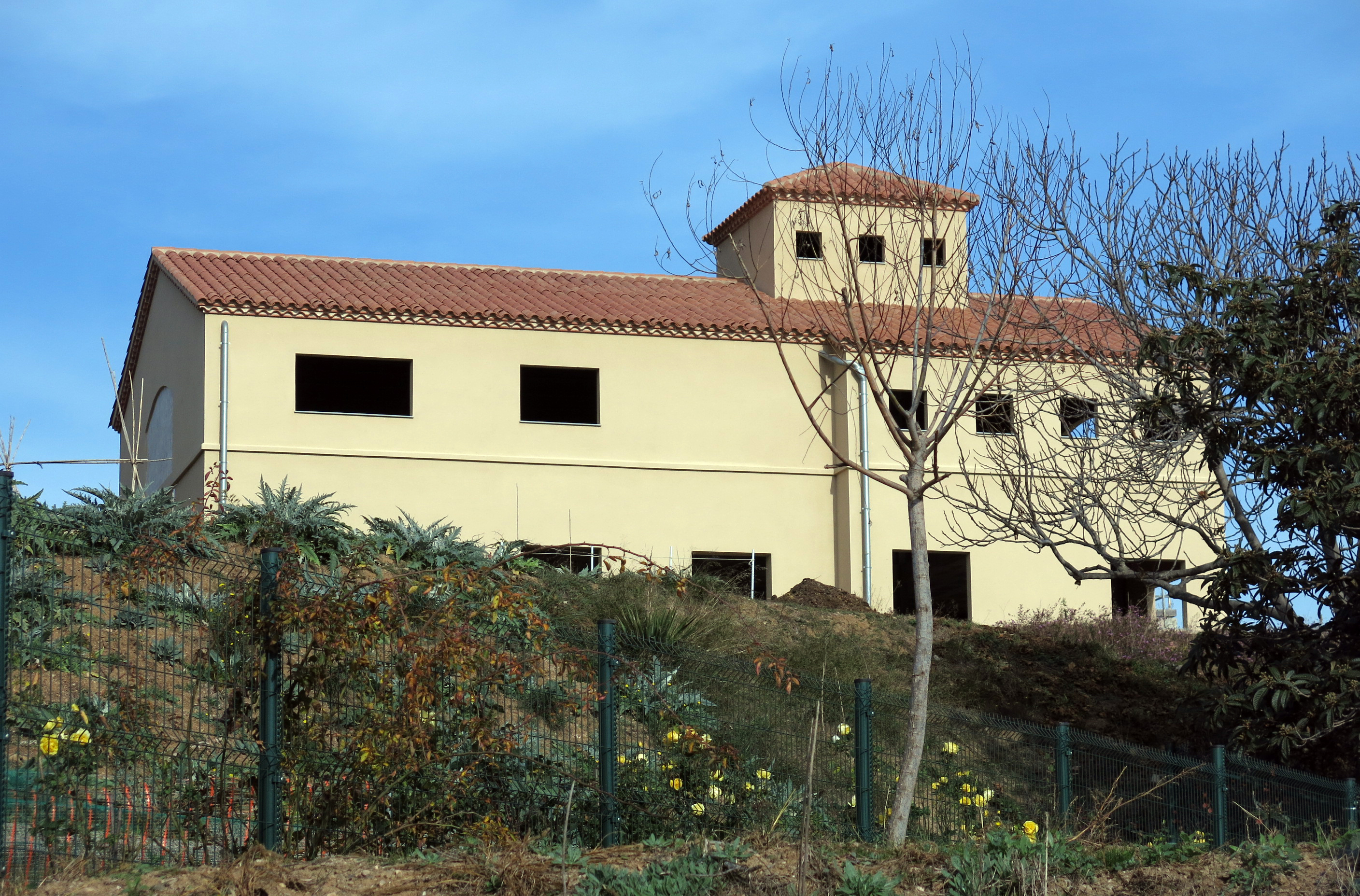
Façana lateral de Mon Repòs, durant les feines de reconstrucció el desembre del 2015, on destaca la lluerna amb coberta a quatre vessants

## Les pintures murals de Mon Repòs
El conjunt de pintures de la sala de la lluerna fou adquirit el 1993 per la Caixa de Terrassa per preservar-ne la integritat i van ser retirades de l'edifici, que es trobava en procés de restauració. Els quatre murals i les llegendes llatines que els acompanyen es van exhibir al MNAC el 1995 i posteriorment al Centre Cultural de la Caixa de Terrassa, on van romandre en exposició temporal fins al 2001, i després van passar a decorar el vestíbul de la nova seu de l'entitat d'estalvis. Finalment es van exhibir al Museu Picasso de Barcelona (2003-2004) i des del 2015 decoren definitivament el vestíbul de l'actual Centre Cultural Terrassa, on els frescos presenten la mateixa disposició del lluernari original.
Els quatre murals, dibuixats sobre una lletada de calç, representen les tres edats de l'home i fan al·lusió també a la dona com a encarregada de mantenir la llar. A la base de cadascun figuraven unes sentències en llatí que il·lustraven el motiu del dibuix.
- El mural de llevant, el punt per on surt el sol, simbolitza la joventut. S'hi veu un home jove apilant en un cove les taronges, símbol de fertilitat, que unes nimfes cullen de l'arbre. La màxima en llatí que l'acompanya és Vitam impendere vero ('Consagraré la vida a la veritat'), extreta de les Sàtires de Juvenal.[8]
- Seguidament, el mural sud està dedicat a la maduresa. A l'ombra d'una figuera, un home amb barba, identificat amb Torres mateix, conversa amb una dona que porta els fruits de la terra en un cistell. A la dreta s'hi veu un jove tocant la flauta, símbol fàl·lic. L'epígraf Melioribus annis ('Els millors anys'), de l'Eneida de Virgili, associa l'edat adulta amb la plenitud de la vida.[8]
- El mural de ponent sembla que vol representar el bany de Venus en la figura de Manolita Piña, l'esposa del pintor. S'hi veu també una olivera, en al·lusió a l'arbre que hi havia davant Mon Repòs. L'epígraf llatí és Omnia [mea] mecum porto ('Tot ho porto amb mi'), de Les paradoxes dels estoics de Ciceró, amb la dona que renuncia a ella mateixa per tenir cura de la llar.[8]
- Finalment, el mural nord significa la vellesa, amb un home de cabells blancs sota un llorer, símbol del triomf i de l'eternitat. La sentència clàssica és Est modus in rebus ('Hi ha una mesura per a cada cosa'), extreta de les Sàtires d'Horaci, i es refereix a les al·legories de la música i la dansa presents a la pintura, que són les arts de la mètrica i simbolitzen la pau i la mesura de l'última etapa de la vida.[8]

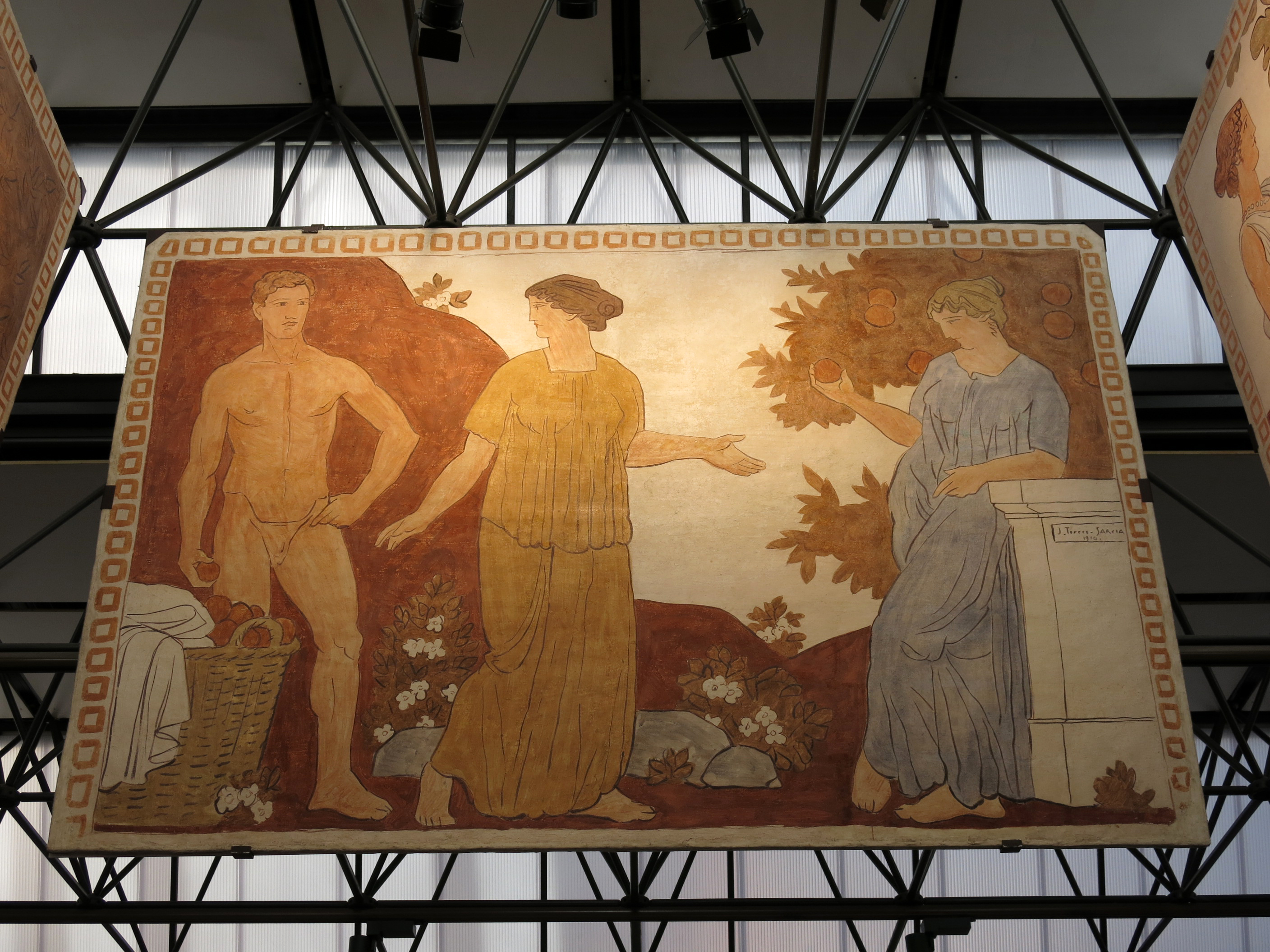
Vitam impendere vero
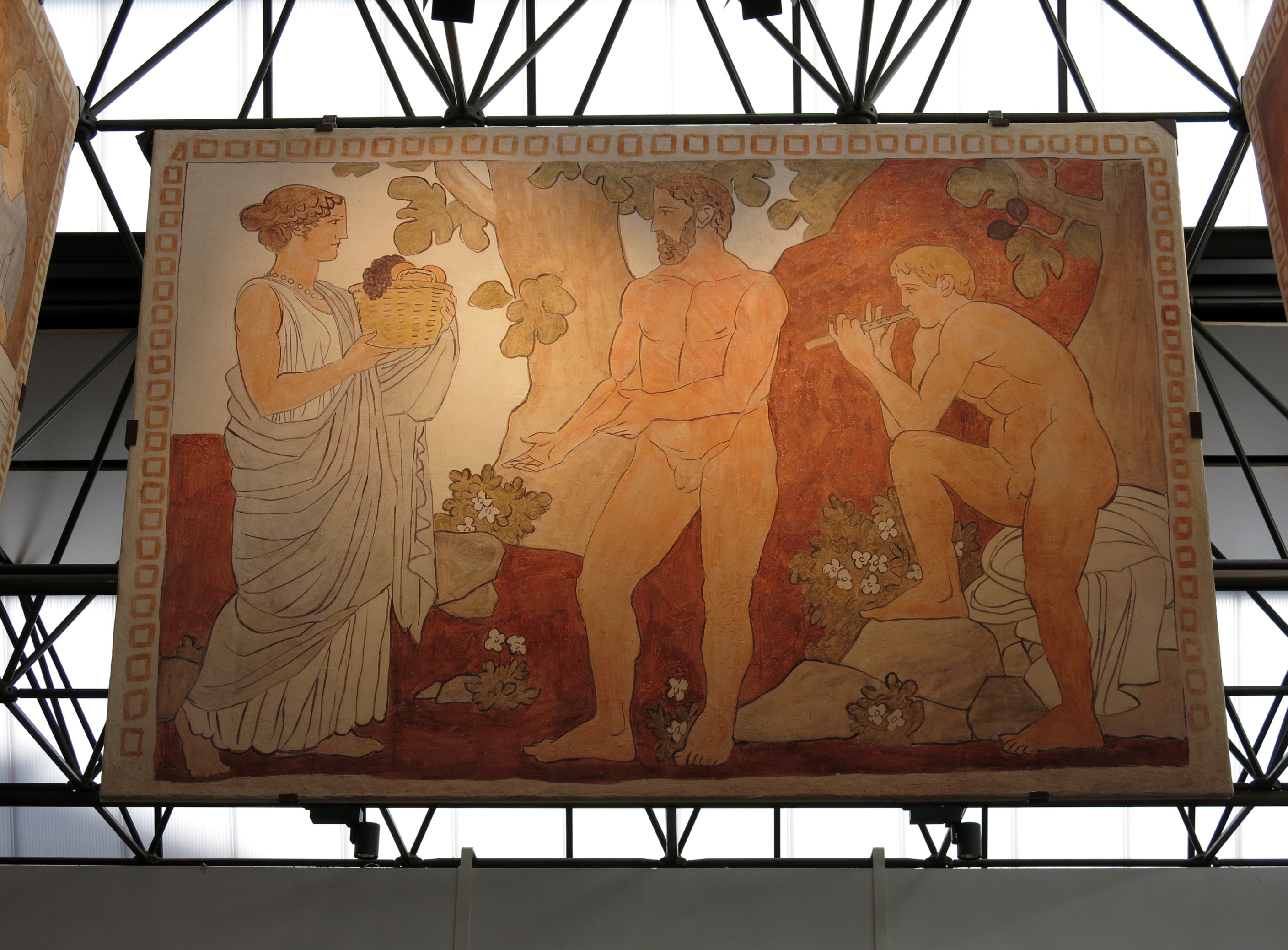
Melioribus annis
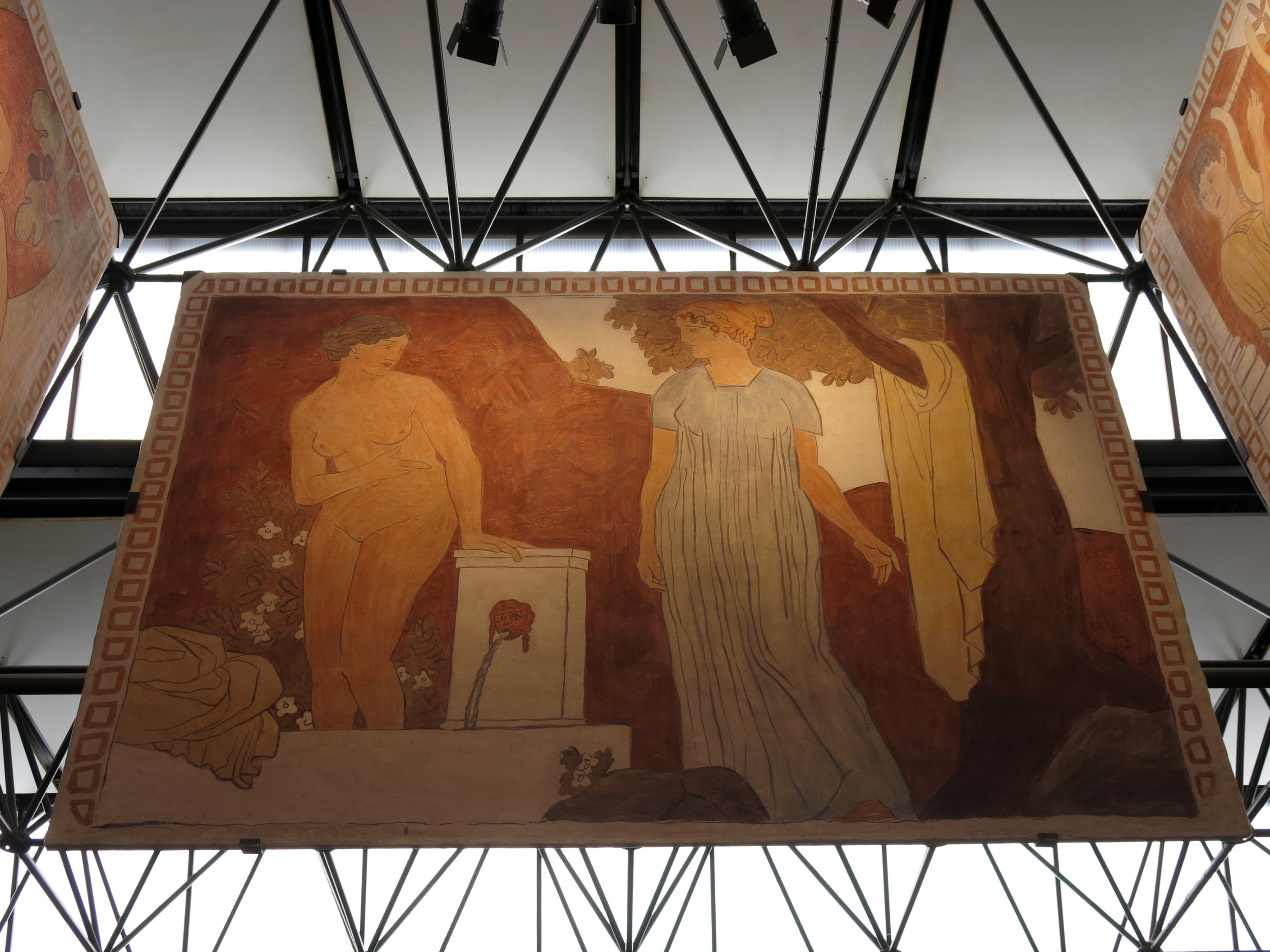
Omnia mecum porto
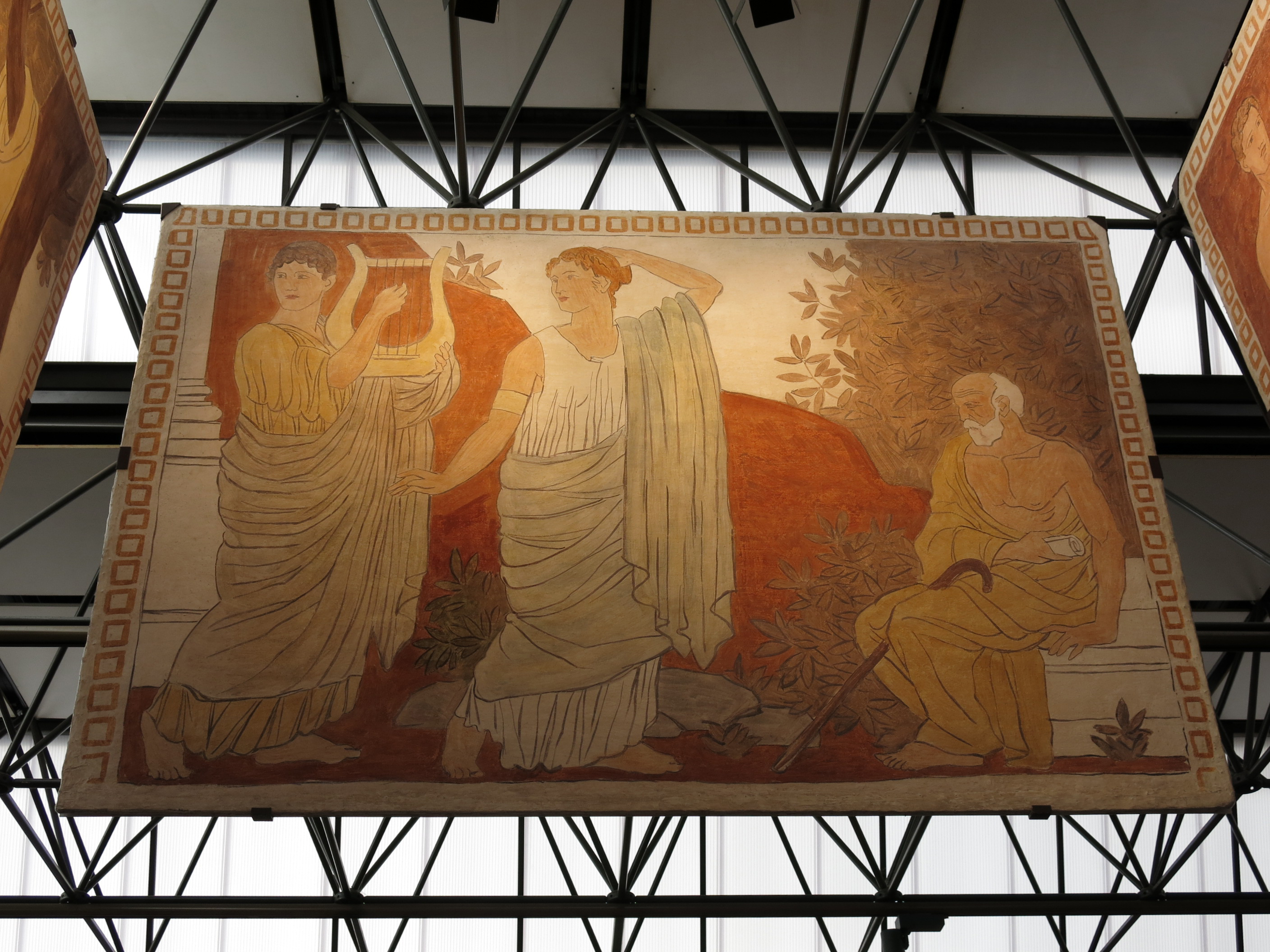
Est modus in rebus